# Intimsphäre
Als Intimsphäre (lateinisch intimus „zu innerst“ und gr. σφαίρα sphaíra „Hülle“) bezeichnet man die intimsten, innersten bzw. persönlichsten Gedanken und Gefühle (der Bundesgerichtshof definiert sie als die „innere Gedanken- und Gefühlswelt und den Sexualbereich“ – siehe Rechtliches). Das Preisgeben der Intimsphäre geschieht in der Regel nur in äußerster Vertrautheit und wird außerhalb dieser als „Verletzung der Intimsphäre“ bezeichnet und kann etwa eine Kompromittierung gegenüber anderen Personen zur Folge haben. Der Begriff Intimsphäre ist abzugrenzen von den Begriffen Privatsphäre und Individualsphäre.

## Kulturelle Aspekte
Die Bereiche, die die Intimsphäre umfasst, und die Grenzen, die sie einschließen, sind kulturell verschieden und dem gesellschaftlichen Wandel unterworfen. In christlich-abendländisch geprägten Regionen gehören zur Intimsphäre etwa die Zone des eigenen Körpers – dazu gehört die Sexualität, die Nacktheit, unter Umständen auch Krankheiten. Zur Intimsphäre können weiterhin z. B. das Familien- bzw. Beziehungsleben gehören, insbesondere dann, wenn dieses durch Probleme belastet ist oder religiöse Vorstellungen und Empfindungen. Entscheidend für die Bestimmung der Intimsphäre ist das individuelle Empfinden dafür, was einem Menschen „zuinnerst“ und am „persönlichsten“ ist.

## Rechtliches

### Deutschland
Die Intimsphäre wird in Deutschland durch das allgemeine Persönlichkeitsrecht (APR) geschützt. Dieses stützt sich auf Art. 2 Abs. 1 (Freie Entfaltung der Persönlichkeit) in Verbindung mit Art. 1 Abs. 1 GG (Schutz der Menschenwürde). Im APR umfasst die Intimsphäre die innere Gedanken- und Gefühlswelt und den Sexualbereich. Außerdem werden Teile der Intimsphäre im Grundgesetz durch das Recht auf Leben und auf körperliche Unversehrtheit abgedeckt (siehe Artikel Grundrechte). Die Intimsphäre ist dem staatlichen Zugriff grundsätzlich verschlossen. Als Beispiel für die Ernsthaftigkeit dieses Schutzwillens mag eine Entscheidung des Bundesverfassungsgerichts vom 4. Februar 2009 dienen, die klarstellt, dass eine „Untersuchung im Intimbereich bei Untersuchungshäftlingen nur bei konkreten Verdachtsmomenten verfassungsgemäß“ ist.
Im November 2011 entschied der Bundesgerichtshof einen Kuckuckskind-Fall. Die Partnerin eines Mannes hatte sechs Monate nach der endgültigen Trennung einen Sohn geboren, der nach ihrer Aussage von dem früheren Partner stammte. Er erkannte die Vaterschaft an und zahlte unter anderem Unterhalt. Nachdem sich durch einen Vaterschaftstest der Betrug bzw. die Falschaussage der Mutter herausgestellt hatte, wollte er den Namen des Vaters erfahren, um den Unterhalt von diesem zurückzufordern. Nach diesem Urteil kann ein Scheinvater von der Mutter des Kindes Auskunft über den biologischen Vater verlangen. Das Recht der Mutter auf Schutz ihrer Intimsphäre ist nicht stärker als das Recht des Scheinvaters auf effektiven Rechtsschutz.
Mit einer Entscheidung aus Februar 2015 stelte das Bundesverfassungsgericht fest, dass die Mutter mangels bestimmter Rechtsgrundlage nicht zur Auskunft verpflichtet ist. Der Gesetzgeber könne unter Berücksichtigung des Persönlichkeitsrechts der Mutter eine solche Grundlage schaffen.

### Österreich
Das Recht auf Privatsphäre begründet sich in Österreich auf § 16 ABGB, der zum Urbestand des modernen österreichischen Privatrechts gehört, und Artikel 8 der Europäischen Menschenrechtskonvention. Seit 2004 existiert durch § 1328a ABGB ein expliziter Schadenersatzanspruch beim Eindringen Anderer in die Privatsphäre. Hierbei ist zu beachten, dass die Begriffe Privatsphäre und Intimsphäre im österreichischen Recht großteils synonym verwendet werden, beziehungsweise gilt: „Kern der Privatsphäre ist der höchstpersönliche Lebensbereich“ – dieser ist nicht immer eindeutig abgrenzbar, umfasst aber jedenfalls die Gesundheit, das Sexualleben und das Leben in und mit der Familie. Der Oberste Gerichtshof hat durch mehrere Urteile bestätigt, dass Paragraph 1328a ABGB auf verschiedene Fälle beziehbar ist. So wurden etwa Hausparteien, die Überwachungskameras auf den gemeinschaftlich genutzten Raum ausgerichtet hatten, ebenso verurteilt wie Stalker und Personen, die Inhalte von Privatgesprächen der Öffentlichkeit zugänglich gemacht hatten. Zuletzt urteilte der OGH 2011, dass die Bestimmung nicht nur die informationsbezogene Privatsphäre wie das Lesen fremder Post oder eine rechtswidrige Telefonüberwachung umfasst, sondern auch im Falle des Eindringens in die körperliche Intimsphäre (ohne Schwellüberschreitung zur geschlechtlichen Handlung, was ein Sexualdelikt wäre) zur Geltung kommt.